# バート・フィルベル
バート・フィルベル (ドイツ語: Bad Vilbel, [baːt filbl̩]) は、ドイツ連邦共和国ヘッセン州ヴェッテラウ郡に属す市である。同郡で最も人口の多い街であり、フランクフルト・アム・マインの北に境を接している。この街は、鉱泉で広く知られている。

## 地理

### 位置
バート・フィルベルは、ヴェッテラウの南端、海抜 109 m に位置している。タウヌス山地とフォーゲルスベルク山地との間の肥沃な土壌であり、新石器時代から定住が行われていた。ハイルスベルク集落があり、フランクフルトとの市境をなすバート・フィルベル南部の山シェルベルクが、その終端を形成している。
フォーゲルスベルク山地から流れてきたニッダ川が市内を貫いており、フランクフルト＝ヘーヒスト付近でマイン川に合流する。南東部にはフィルベルの森がある。タウヌス山地から吹き下ろす風や寒気の嵐がほぼ毎日完全に空気を入れ換えている。

### 隣接する市町村
バート・フィルベル市は、北はカルベン（ヴェッテラウ郡）、東はニーダードルフェルデン（マイン＝キンツィヒ郡）、南・西・南東のほぼ三方をフランクフルト・アム・マインと境を接している。本市は、フランクフルト市のいくつかの市区よりも事実上フランクフルト内市街に近い。このため、バート・フィルベルのフランクフルト・アム・マインへの政治的合併が繰り返し議論になっている。

### 市の構成
バート・フィルベルは現在、中核市区とその他の 4つの市区で構成されている。
| 紋章 | 市区名                      | 合併                   |
| ---- | --------------------------- | ---------------------- |
|      | 中核市区 バート・フィルベル |                        |
|      | ハイルスベルク              | 1948年以降市区となった |
|      | グローナウ                  | 1971年合併             |
|      | ドルテルヴァイル            | 1972年合併             |
|      | マッセンハイム              | 1972年合併             |

## 歴史

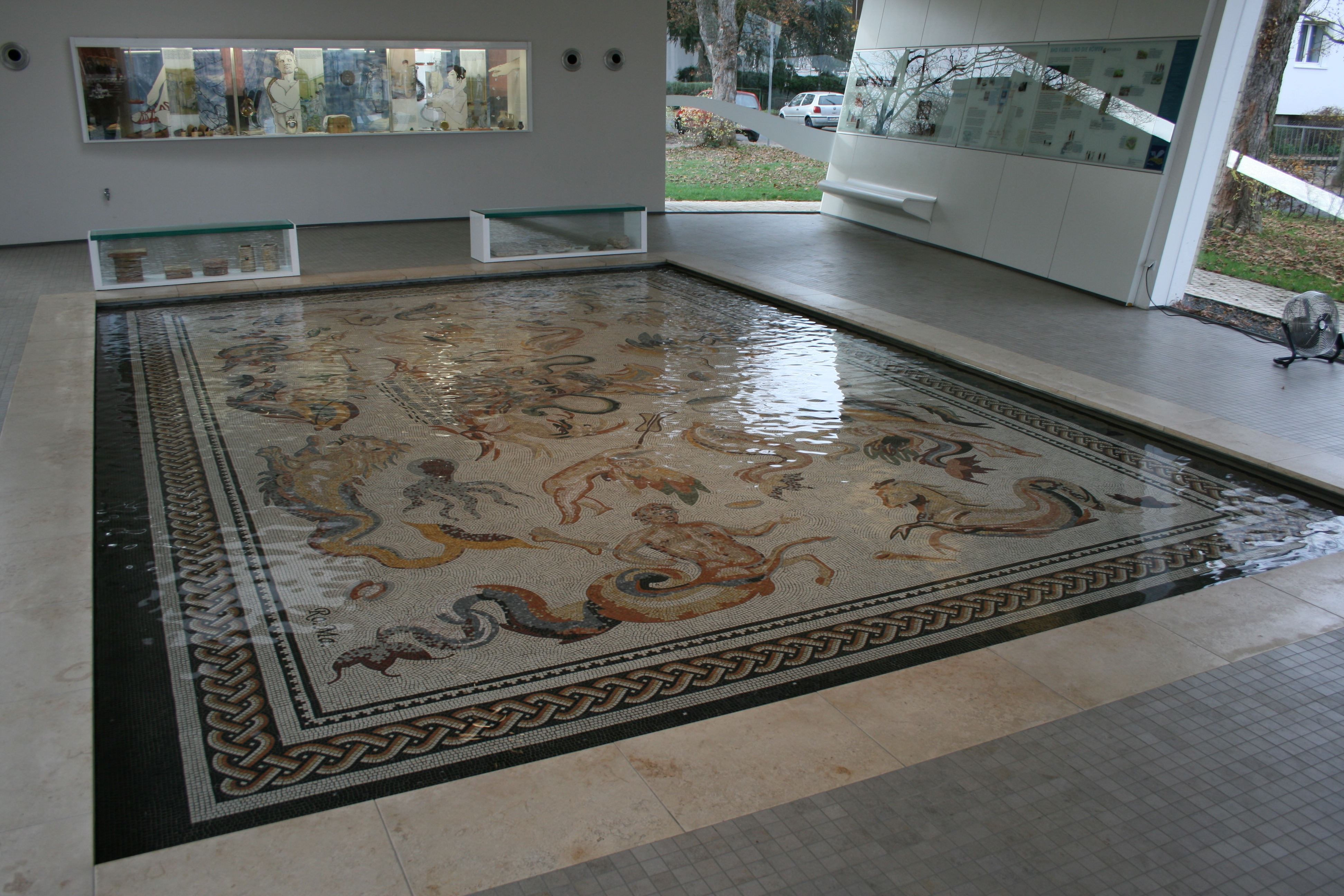
バート・フィルベルのローマ浴場跡のモザイク（複製）

### 先史時代、古代
フィルベルには、新石器時代以降、ケルト時代、ゲルマン時代、ローマ時代、ブルグント時代のすべての時代の入植地跡がある。
1848年から1849年のマイン＝ヴェーザー鉄道建設の際、現在のバート・フィルベル・ジュート駅（バート・フィルベル南駅）の近くでローマ時代の浴場跡が発見された。このローマ浴場には豪奢なモザイクがあった。そのオリジナルは現在、ダルムシュタット州立博物館に収蔵されており、複製がクアパークのグラスパヴィリオンで見ることができる。

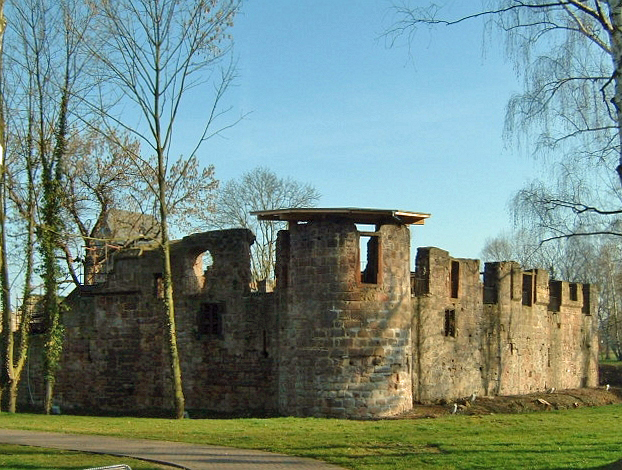
フィルベル城趾

### 中世
現存する最も古いフェルベルの記録は 774年のもので、ロルシュ修道院への寄進状の記載である。塩泉に関する現存する最も古い記録は、皇帝ルートヴィヒ敬虔王の817年の交易記録に遺されている。その後ハーゲン＝ミュンツェンベルク家のミニステリアーレの統治下にあり、1255年にミュンツェンベルク家が断絶した後は、その遺産としてハーナウ家とフランケンシュタイン家で分割された。この共同統治地域は、ニッダ川を境界として再分割が行われた。ニッダ川右岸はファルケンシュタイン家に属した。左岸はハーナウ家の所領であり、ボルンハイマーベルク裁判区、後のアムト・ボルンハイマーベルクが設けられた。1418年に最後のファルケンシュタイン家当主が死亡した後、その所領部分はマインツ選帝侯領となった。1458年のハーナウ伯領の分割により、ボルンハイマーベルク（すなわち、これに含まれるフィルベルのハーナウ領部分も）はハーナウ＝ミュンツェンベルク伯領となった。17世紀に断絶したミニステリアーレ一門のフィルベル騎士家もこの地で成立した。その最も有名な人物が、ベネディクト会修道院長で年代記作者のアポロ・フォン・フィルベル（1536年没）である。

### 近世、近代
最後のハーナウ伯ヨハン・ラインハルト3世の没後、1736年にヘッセン＝カッセル方伯フリードリヒ1世が、ボルンハイマーベルクを含む（したがってフィルベルの半分を含む）ハーナウ＝ミュンツェンベルク伯領を相続した。これ以後、この集落はヘッセン＝カッセル方伯領となった。19世紀にナポレオン時代の領土を清算したことに伴ってヘッセン大公領となるまで、この状況は続いた。ここでは 1821年までアムト・フィルベル、1832年まではラントラーツベツィルク・フィルベル、1848年まではフリートベルク郡に属した。1848年の革命の時代に短期間でけ成立したレギールングスベツィルク・フリートベルクに属したが、1852年に再び廃止された。その後1874年までフィルベル郡に属した後、約100年間フリートベルク郡に所属した。1972年以降、バート・フィルベルはヴェッテラウ郡に属している。2004年末、バート・フィルベル区裁判所が閉鎖された。2012年1月1日以降、ドイツ全土の性犯罪者GPS監視の適用はバート・フィルベルから監視されている。

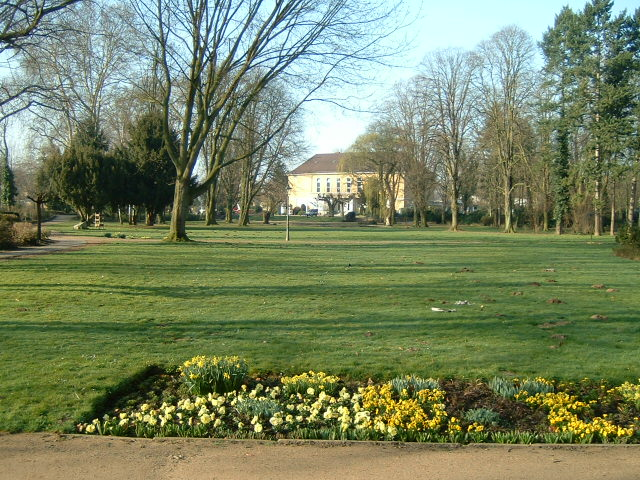
バート・フィルベルのクアパークとクアハウス

### 20世紀
フィルベルは、数多くの源泉があることから、1948年に「バート」（温泉街であることを意味する）の肩書きを得、同年に都市権を与えられた。かつての温泉業は、1960年代にはすでに大部分が廃業し、1990年代には「バート」の肩書き剥奪が差し迫っていた。2000年頃から住宅地やサービス業地区の面積が拡大していった。とくにドルテルヴァイル＝ヴェスト（ドルテルヴァイル市区西部）や、バート・フィルベルとマッセンハイムとの間のクレプスシェーレ住宅地などがその顕著な例である。

### 市町村合併
ヘッセン州の市町村再編を契機に、1971年7月1日にグローナウがハーナウ郡からバート・フィルベルに移管された。ドルテルヴァイルは、1971年12月31日にこれに続いた。一連の市町村合併は、1972年6月1日にマッセンハイムが合併したことで完了した。現在これらの市区の一部は建築構造上一体化しており、このプロセスは抑制されている。

## 住民

### 宗教
バート・フィルベルで最も古い教会である、現在は福音主義の復活教会は、街の外れの高台にある古い墓地に建っている。ここには中世初期にはすでに礼拝堂や教会があり、1298年に最初の文献記録が遺されている。三十年戦争で破壊され、北側の入り口と講壇の天蓋の 2箇所にある「1697」という年号を持つ短い銘が再建の時期を示している。
街の中央には、1960年代に、やはり福音主義のキリスト教会が建設された。復活教会とキリスト教会はともに、福音主義キリスト教会が利用している。
1948年にヘッセン＝ナッサウ福音主義教会によって「ハイルスベルク」が建設された後、1957年に「キリストの変容」という名のカトリック教会が創設された。この教会の鐘楼は、教会本体の建物から分離されている。「キリストの変容」教区は、この地域の他のカトリックの教区と同様に、マインツ司教区に属す。
この他、すべての市区に古い福音主義やカトリックの教会が存在している。中核市区アルフレート＝ブレーム通りには新使徒派教会、ディーゼル通りにはシリア正教会のヨルダート・アローオ（神の母教会）、ビューディンガー通りにはイスラム教のモスクがある。ドルテルヴァイル市区には1998年から自由福音主義教会がある。
グローナウの福音主義教会は、歴史的な教区区分を背景に福音主義クールヘッセン＝ヴァルデック地方教会に属している。

## 行政

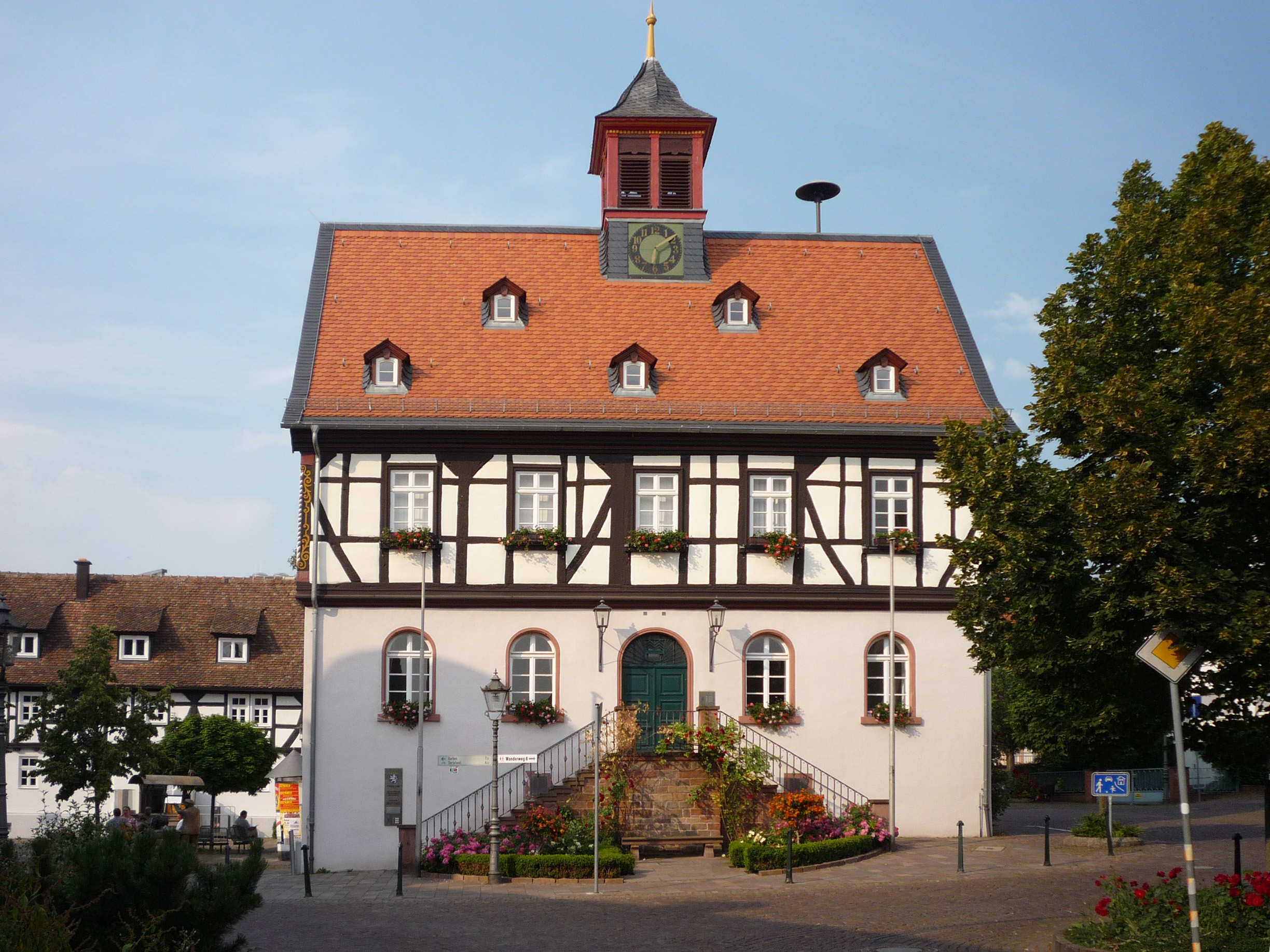
バート・フィルベルの旧市庁舎

バート・フィルベルは、ドイツ連邦議会選挙では、第177選挙区（ヴェッテラウ）に属している。

### 議会
2011年3月27日の市議会選挙以降、45議席で構成されている。

### 首長
トーマス・シュテール (CDU) は、2003年9月28日の市長選挙で 71.9 % の票を獲得して市長に選出された。この選挙の投票率は 53.3 % であった。2010年2月21日の選挙では、57.8 % の票を獲得して再選された。この選挙の投票率は 49.1 % であった

### 紋章
図柄: 上下二分割。上部は金地と銀地に左右に分割され、その中にそれぞれ3本のシェブロン。下部はさらに赤字と金地に上下二分割。
1858年にヘッセン大公ルートヴィヒによって確定されたこの紋章は、17世紀の裁判所の印章に基づいている。このデザインは、ハーナウ家（金地にシェブロン）、エップシュタイン家（銀地にシェブロン）、ミュンツェンベルク＝ファルケンシュタイン家（紋章の下半分）の歴史的紋章から採られており、ファルケンシュタイン家が相続する以前（1419年）のフィルベルの領主権関係を表している。古い紋章図鑑には、誤って、2つのシェブロンの紋章が一緒に描かれている。オットー・フップが初めてこれを正しく彩色した。市の旗には紋章が描かれている。かつてドライアイヒ狩猟場の北に隣接する村であったフィルベルは、19世紀に市場町となり、1858年に「シュタット」（都市）の称号を得ていた。

### 姉妹都市
バート・フィルベルは以下の都市と姉妹都市協定を締結している。
- グロソップ（英語版）（イギリス、ダービーシャー）
- ムーラン（フランス、アリエ県）
- ブロッテローデ（ドイツ語版、英語版）（ドイツ、テューリンゲン州）
- エルドレット（ケニア、リフトバレー州）

1972年に締結されたオランダのハイゼンとの姉妹都市関係は、20世紀末に解消された。

### 協力支援関係
- 第二次世界大戦後、テプラー（チェコ語版、英語版）、ベチョフ・ナト・テプロウ（チェコ語版、英語版）、およびその他の旧テプル郡の市町村から移住したズデーテン地方のドイツ人に対する協力支援を1990年に受け容れた。

## 文化と見所

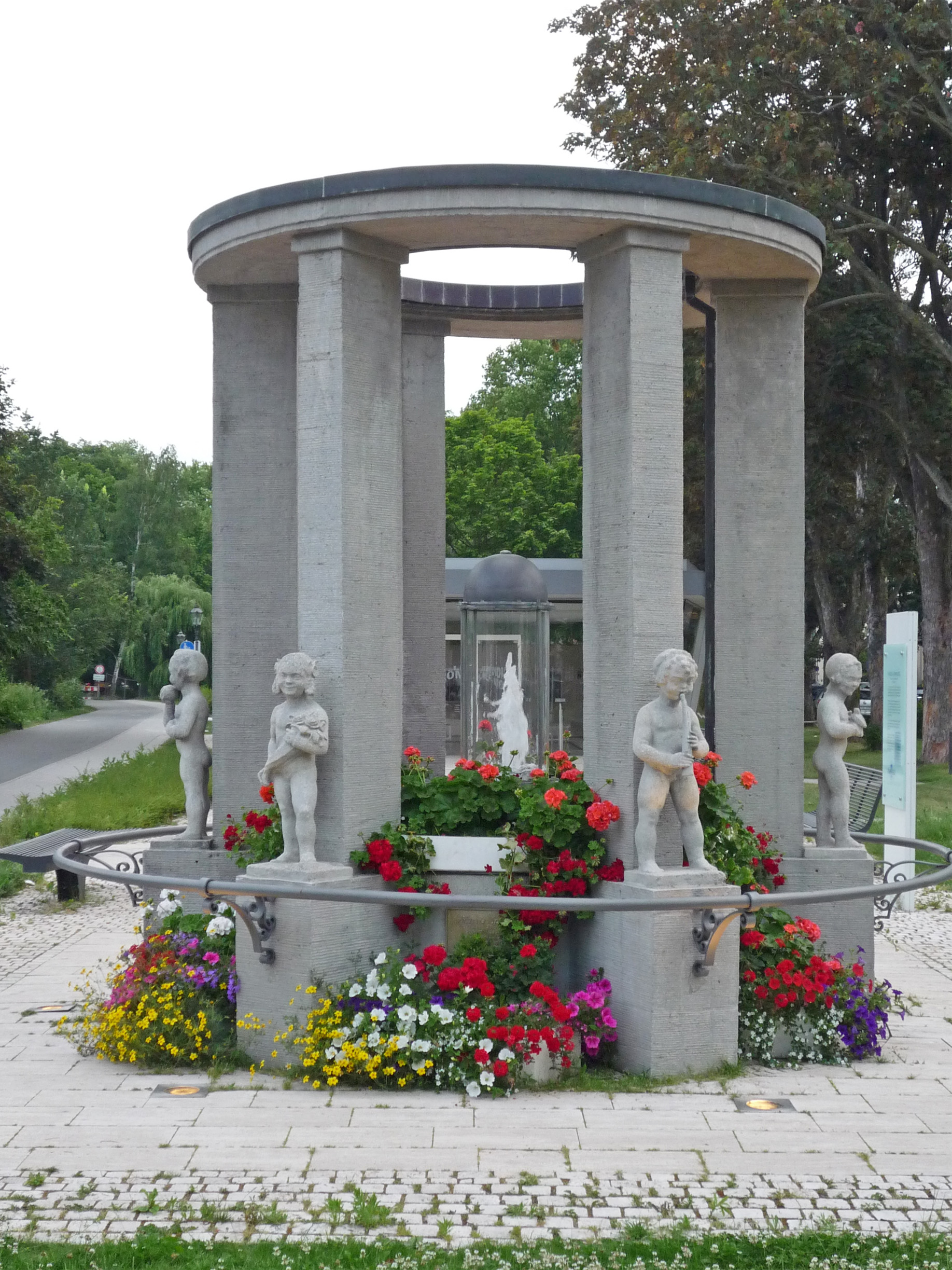
バート・フィルベルに数多くある鉱泉の一つ、ハッシア源泉

### 内市街とクアパーク
バート・フィルベルの中心街には多くの、良く保存されたフランク風木組み建築が見られる。1498年に建設され、2005年に最後の修復がなされた旧市庁舎がその代表例である。全市内に点在する数多くの新旧の芸術的な泉が、バート・フィルベルの「源泉都市」としての歴史を物語っている。たとえばローマの泉などがそれである。クアパークは、毎年春にサクラソウやチューリップで華やかに装い、屋内プールや多くの広場は休日のアクティビティのための施設として利用されている。様々な設備を有するクアハウスもここにある。2007年5月以降グラスパビリオン内では、完全に再現されたドイツで最も見事なローマ時代のモザイクの一つを水槽内に見ることができる。このモザイクは、海の神であるオーケアノス、それを取り囲む海の生き物たち、グロテスクな怪物やリアルな動物が描かれている。
2013年6月に、「ノイエ・ミッテ」と呼ばれる工事計画に従って、旧中央駐車場の敷地跡にニッダ広場がオープンした。縁には多くのオフィスが建ち並び、地下駐車場を設けたこの公園は、バート・フィルベルの新しい心臓部として住民や観光客に好意的に受け止められた。ニッダ川にかかる橋の上に建設され、カフェを併設した新しい市立図書館は人目を惹くものであり、建築上見応えがある。ニッダ川沿いのコンクリート製大階段やニッダ自転車道の欠落部分は 2014年5月に完成し、健康増進に供されている。

### 城
ニッダ川の畔、クアパークの北側にフィルベル城趾がある。最も古い部分は12世紀に建設された。この城塞は、何度も半壊あるいは全壊し、最後は1796年にフランス軍によって破壊され、最終的に廃城となった。しかし、城の遺された部分は現在も見ることができ、城塞演劇祭の会場になっている。この城塞は、2007年から公演シーズンの合間に、多額の費用をかけて改修が行われている。

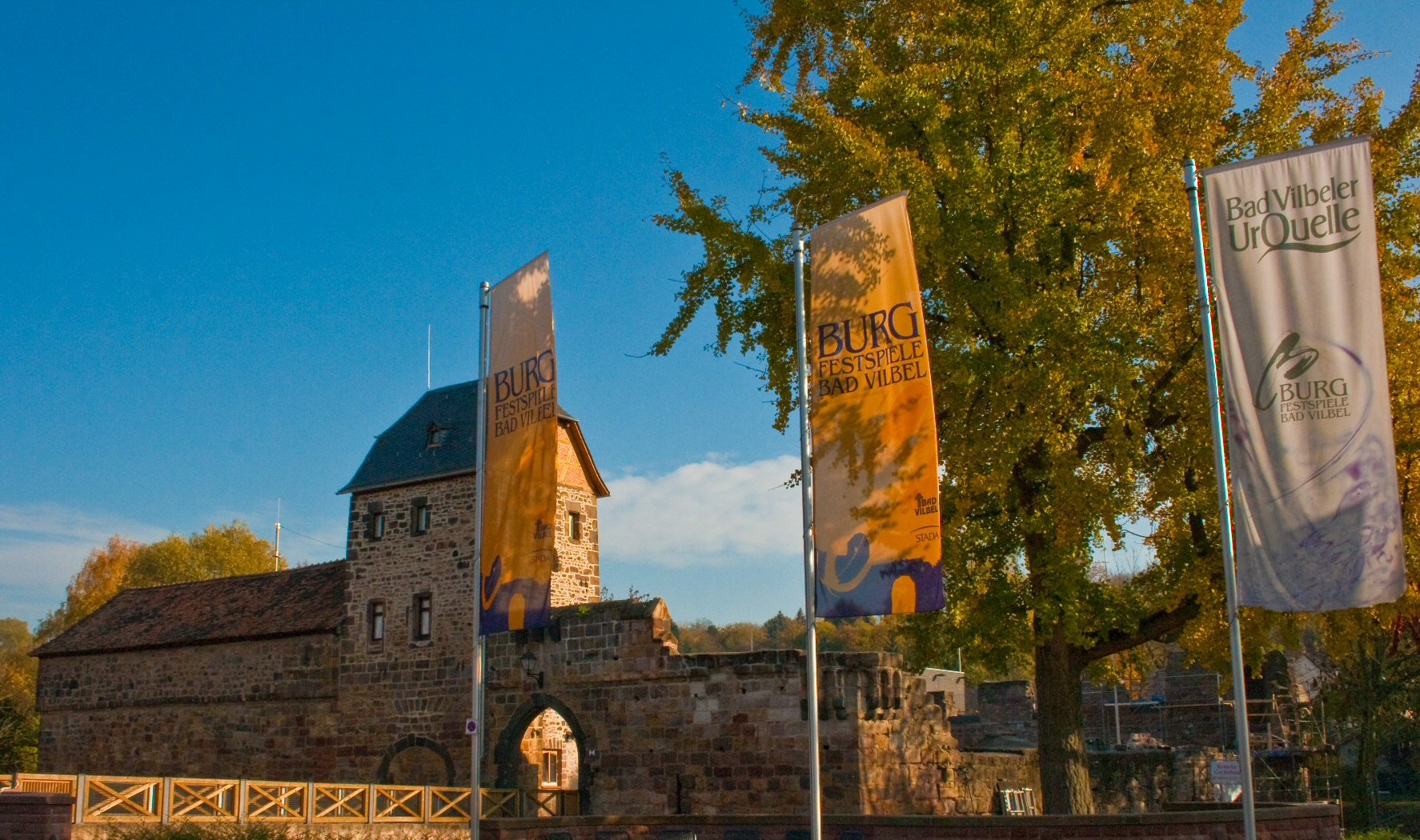
バート・フィルベル城砦演劇祭の幟を立てたフィルベル城の城門

### バート・フィルベル城塞演劇祭
バート・フィルベル城塞演劇祭は全国的に有名である。1987年から毎年6月初めから9月初めに水城跡で開催されている。40人ほどの芸術家が参加するバート・フィルベル固有の 4本の演劇がそのハイライトに上演される。さらに多くの客演によるマチネー（有名な芸術家によるキャバレーやソロプログラム）や
数多くの子供のための演劇が上演される。バート・フィルベル城塞演劇祭は、2001年から、ドイツの本格的な野外劇場の共同体である「10のドイツ演劇祭開催地作業共同体」に参加している。

### その他の文化施設、レジャー施設

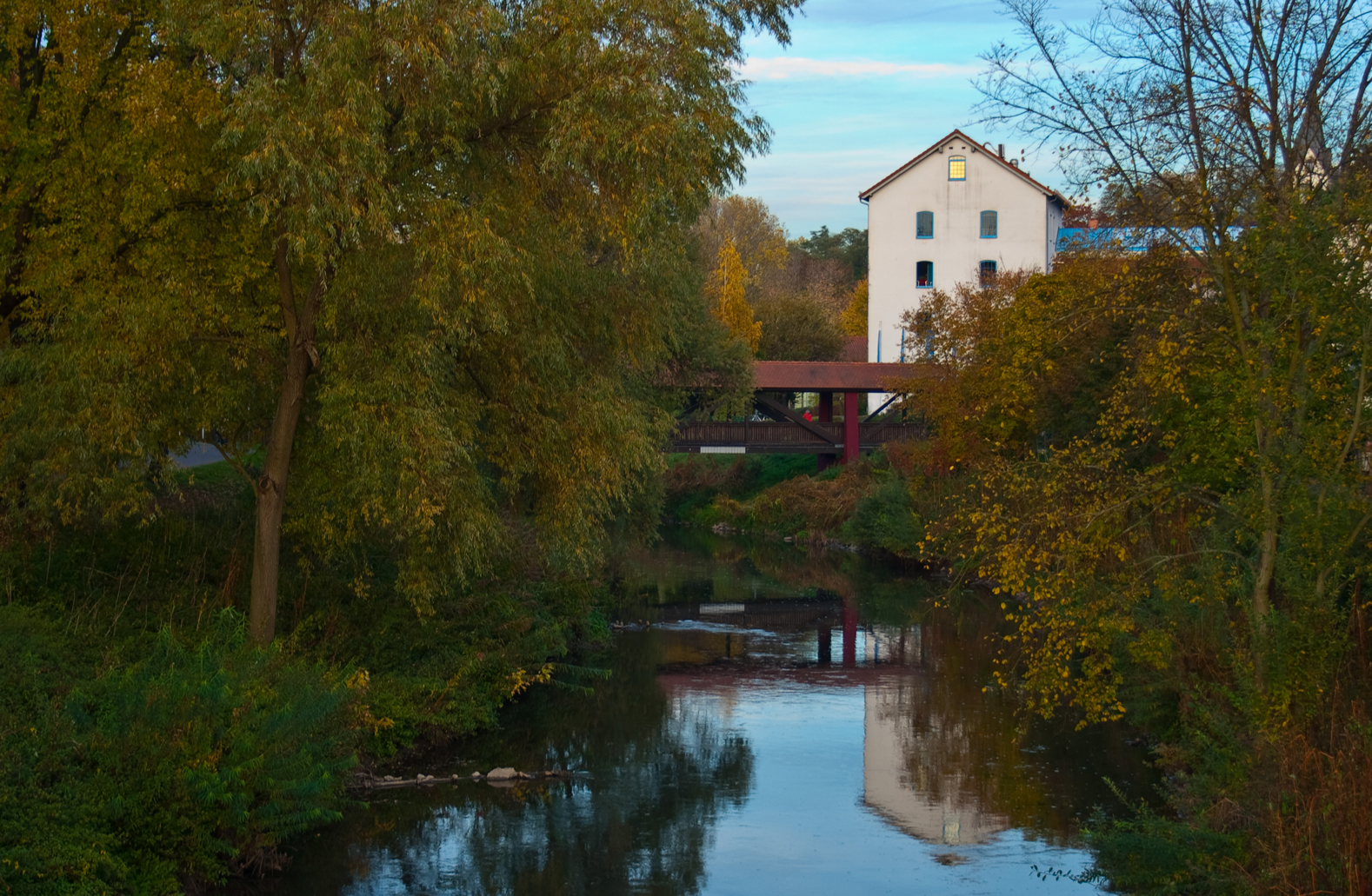
アルテ・ミューレ文化センター

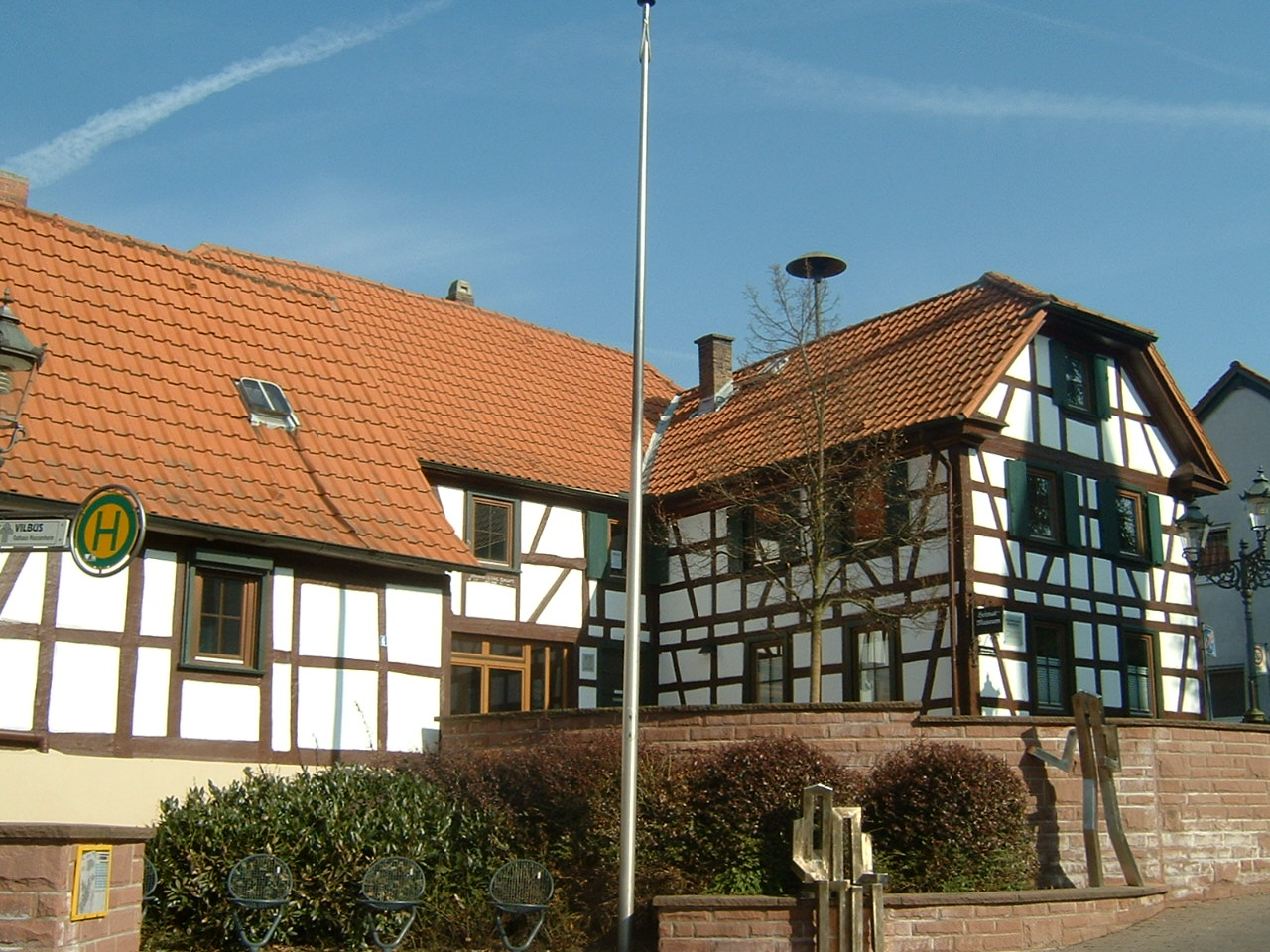
マッセンハイムの郷土博物館

- アルテ・ミューレ文化センターは数多くの催し物を開催している。14日ごと入れ替えで演劇や映画が上演または上映されている[15][16]。夏季の2週間、幅広いプログラムのオープン＝エアー＝キーノ（野外映画）が屋外プールで開催され、人気を集めている[17]。
- バート・フィルベル市文化振興局は、夏季に一連のオープン＝エアー＝ジャズ＝イベントを開催している。クアパークでの「ジャズ・ウンター・デン・プラターネン」（直訳すると「プラタナスの下でのジャズ」）の他、マッセンハイム、ドルテルヴァイル、グローナウの各市区でコンサートが行われる。ここでは、伝統的なディキシーランド・ジャズを演奏するのがルールである。これらのイベントの入場料は、一般的に無料である[18]。
- 中核市区の南東に位置するシュタットヴァルト（市の森）には標識が整備された遊歩道が通っている。森の学習路やトリム運動用の小径もある。1930年代に設けられ、戦後はアメリカ軍によって利用されていた射撃場は、自然に復元され、現在は自然保護地区となっている。
- この他の年中行事としては、聖霊降臨祭後の週にハイライトとなる街道祭であるクヴェレンフェスト[19]や第3アドヴェントの週末に水城で開催されるクリスマスマーケットがある。クリスマスマーケットはこの他に、第1アドヴェントにドルテルヴァイルで、第2アドヴェントにマッセンハイムで開催される。
- マッセンハイムのドルフプラッツフェルト（直訳すると「村の広場祭り」）は、毎年9月に開催される。
- 泉と温泉の博物館は、水城にあった泉の博物館に由来し、2010年に開館した。この博物館は、ヴァイルシャー・ハウスにある[20][21]。
- 郷土博物館は、マッセンハイムの旧町役場に入居している。この木組み建造物は、1731年に建設され、1999年に博物館に改造された[22][23]。

### バート・フィルベラー・マルクト
バート・フィルベラー・マルクト（バート・フィルベルの市場）は、1820年に初めて文献に記録されている。ヴェッテラウ最大のこの世俗祭には、ライン＝マイン地方全域から約 25万人の客が訪れる。城塞公園の北にある祝祭広場で毎年8月第3土曜日に始まり、8日間開催されるが、水曜日と木曜日は休みとなる。火曜日には家畜市が開かれる。

### 交通

#### 広域道路
バート・フィルベルは、連邦道 B3号線および B521号線沿いに位置している。前者は、市内ではアウトバーンレベルに拡充されており、アウトバーン A661号線への誘導路として利用されている。最寄りのアウトバーンのインターチェンジは、フランクフルト＝フリートベルガー・ラントシュトラーセ（A661号線、No. 9、ハイルスベルクと中核市区南部からアクセス）、フランクフルト＝プロインゲスハイム・ジャンクション（A661号線、No. 8、中核市区北部とその他の市区からアクセス）が市の南部にあり、フリートベルク・インターチェンジ（A5号線、No. 16）が市の北部にある。

#### 鉄道
バート・フィルベルは、マイン＝ヴェーザー鉄道およびニッダータール鉄道沿いにあり、いくつかの駅でドイツの鉄道網に結ばれている。Sバーン 6号線は、バート・フィルベル駅（ドイツ語: Bahnhof Bad Vilbel）、バート・フィルベル・ジュート駅（バート・フィルベル南駅）、ドルテルヴァイル駅を通り、ニッダータール鉄道のレギオナルバーンは、バート・フィルベル駅およびバート・フィルベル＝グローナウ駅を発着する。
バート・フィルベルは、日中は15分間隔でフランクフルト内市街とを結んでいるS6号線を利用すると、フランクフルト中央駅に乗車時間約20分で到着する。ヘッセン州政府の10点プログラムの枠組みで、フランクフルトからバート・フィルベルへの2本の固有の路線によるライン＝マイン大都市圏の近郊交通改善が図られている。2017年よりバート・フィルベル駅からフランクフルト西駅間の複々線化工事が進められており、完成するとSバーンと長距離列車の運行線路が分離される予定。

#### バス
バート・フィルベルは、多くのバス路線で周辺の街と結ばれている。フランクフルト30号線は、バート・フィルベル駅、内市街、ハイルスベルクとフランクフルト北端および内市街（コンスタブラーヴァッヘ）へ、通勤時間帯にはさらにこの大都市の南部フランクフルト＝ザクセンハウゼンまで運行している。フランクフルト65号線は、バート・フィルベル駅とマッセンハイム、フランクフルト・アム・マイン＝ニーダー＝エルレンバッハ、バート・ホムブルク＝オーバー＝エルレンバッハとを結び、2011年12月まではカルベン＝ペッターヴァイルまでも運行していた。ヴェッテラウFB-74号線はバート・フィルベルからグローナウを経由してカルベンまで、レギオナルブス551号線はハイルスベルクのバート・フィルベラー・ケルンシュタットからフランクフルト＝ベルゲン＝エンクハイム、フランクフルト＝フェッヒェンハイム、オッフェンバッハ・アム・マインまで運行している。ニッダータール鉄道の利便性を上げるため、週末や夕方に運行していた5150号線は、2008年5月初めから新たにFB-45号線という番号の下、コンラーツドルフ、グラウブルク、アルテンシュタット限定の通学バスとして運行されている。
さらに5本の市バス（FB-60号線からFB-64号線、「フィルブス」と呼ばれる）が各市区や中核市区の住宅地と内市街との間を結んでいる。この市バスは「ショッピングバス」というコンセプトであり、平日（月曜から土曜）のみで、20時以降は運行していない。

### 企業

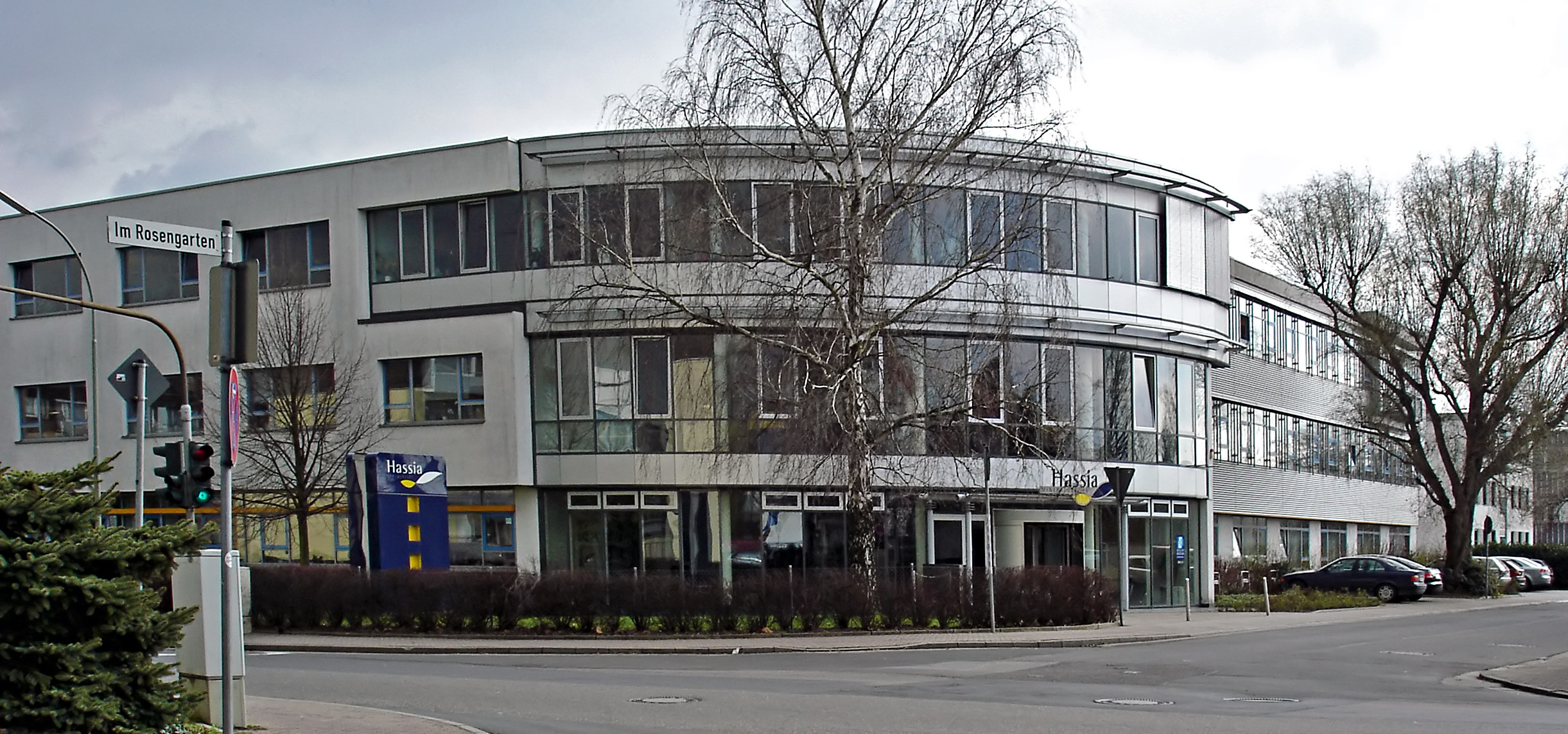
ハッシア・ミネラルクヴェレン本社

市内には、20を超える鉱泉や薬湯泉が存在し、現在もミネラルウォーター業者のハッシア・ミネラルクヴェレンが独立企業として操業している。
他にも多くの企業が本社や管理部門をバート・フィルベルに置いている。たとえば、ファースト・データー・インターナショナル（かつての会計システムのGZS社）、ラーマイヤー・インターナショナル、ラジオ FFH、ブラザー工業のドイツセンター、医薬品コンツェルンのシュターダなどである。
ドッテンフェルダーホーフ土木工事会社は、エコロジカルな土木工事分野で重要な企業である。

### メディア

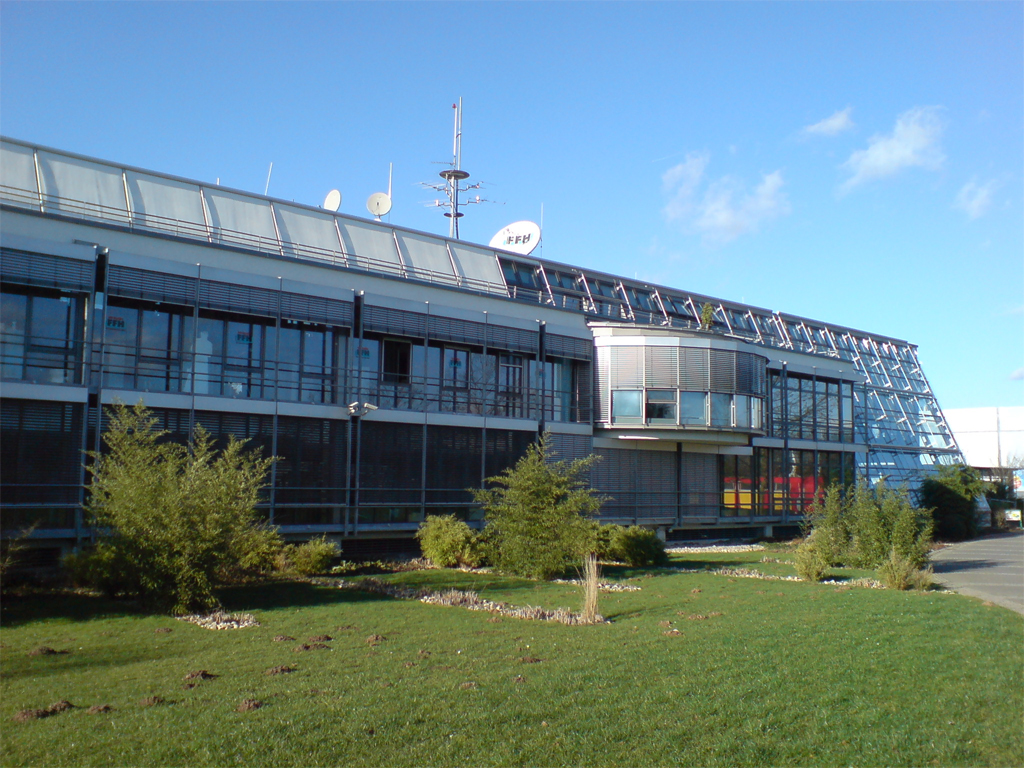
ラジオFFHのフンクハウス（放送局）

バート・フィルベルのローカル面は、日刊紙フランクフルター・ルントシャウ、フランクフルター・ノイエ・プレッセ、ヴェッテラウアー・ツァイトゥング、フランクフルター・アルゲマイネ・ツァイトゥングの地方版であるライン＝マイン＝ツァイトゥングにある。
バート・フィルベルで最も多くの部数（約34,500部）が発行されているのがバート・フィルベラー・アンツァイガー（公的広報紙）で、フリーペーパーとして市内の家庭に配布されている。これはFNP地方版を基に、市からの記事（「デア・ディレクテ・ドラート」）などを独自に編集したものである。バート・フィルベラー・アンツァイガーの初版は1852年8月1日に正規の新聞として刊行された。
バート・フィルベルには、ラジオ/テレ FFH GmbH & Co. ベトリープス KG のフンクハウス（放送局）があり、ヒット・ラジオ FFH、プラネット・モア・ミュージック・ラジオ、ハーモニー.fm のラジオプログラムが制作されている。
さらに、ヘッセン新聞出版社連盟 e.V. やRTL プログラムフェンスター・ヘッセン GmbH の本部もバート・フィルベルにある。

### 教育

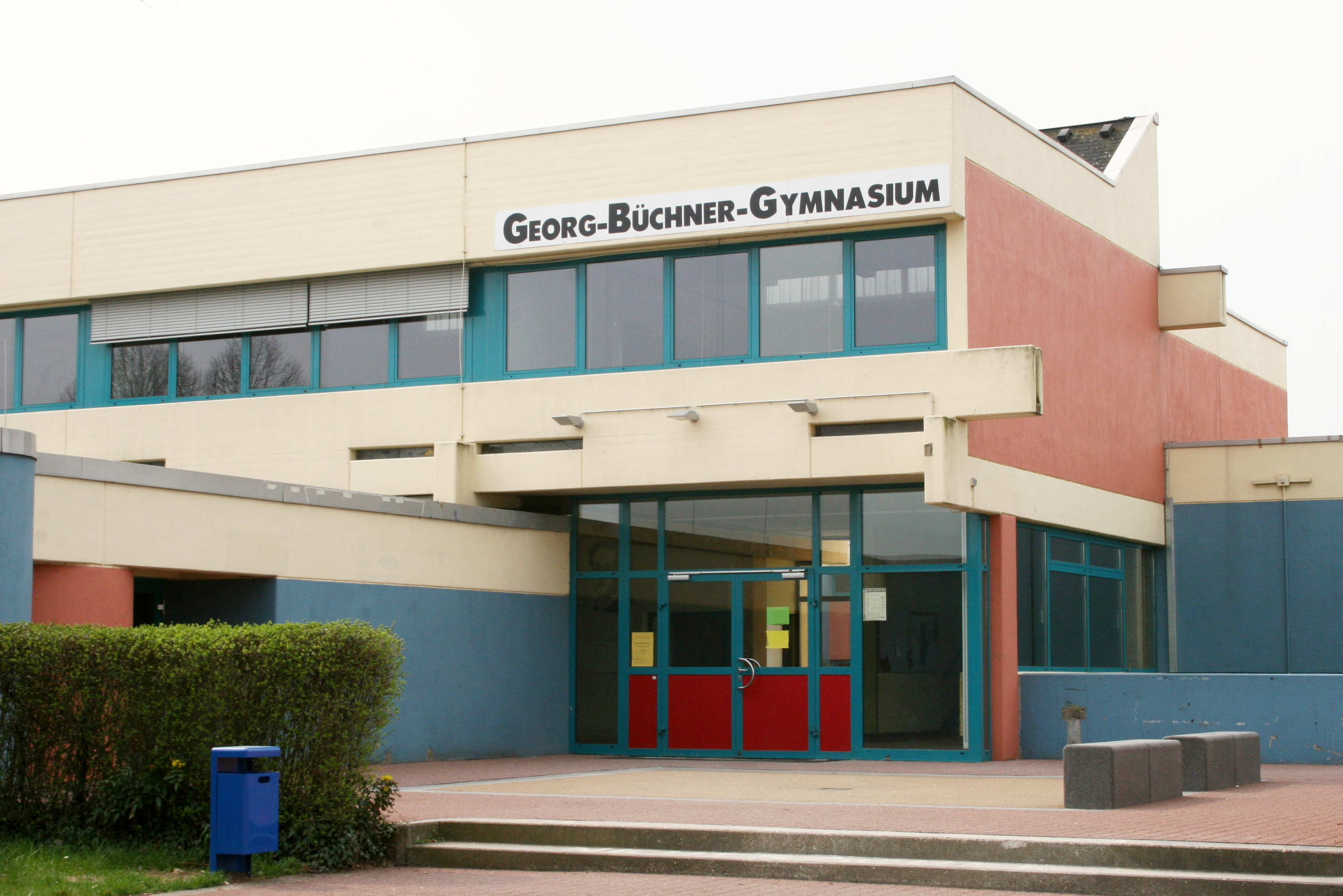
ゲオルク＝ビュヒナー＝ギムナジウム

#### 学校
- ブルンネンシューレ – 学習補助、教育補助の学校、特別教育の相談・助成センター[26]
- エルンスト＝ロイター＝シューレ – 基礎過程・本課程・実科学校、オリエンテーション課程を含む（ハイルスベルク）
- ゲオルク＝ビュヒナー＝ギムナジウム[27]
- ジョン＝F.＝ケネディー＝シューレ – 本課程・実科学校、オリエンテーション課程を含む
- レーゲンボーゲンシューレ – 基礎課程学校（ドルテルヴァイル）
- ザールブルクシューレ – 基礎課程学校
- 市立学校 – 基礎課程学校
- オイロパイシェ・シューレ・ラインマイン – 2012/13年の学期から（ドルテルヴァイル）[28]

#### その他の学校
- 職業支援工房フランクフルト・アム・マイン – 職業上のリハビリテーションのための施設[29]
- バート・フィルベル音楽学校 e.V. – 音楽学校。2,500人以上の生徒（子供、青年、成人を含む）と 84人の教師（国家資格の教育・管理能力を持つ）がいる。
- バート・フィルベル余暇センター – この余暇センター (EFZET) は、バート・フィルベルの子供・青年・成人教育のための公立機関である。多彩な文化・スポーツ・創作イベントが開催されている。

## 人物
- フリーデル・ルッツ（ドイツ語版、英語版）（1939年 - ）サッカー選手

## その他
小惑星 (340980) バート・フィルベルはこの街にちなんで命名された。この小惑星は、2007年にベルゲン＝エンクハイム天文台で発見された。

## 関連図書
- Marcus Gräser: Die unaufhaltsame Annäherung (Vilbel und Frankfurt, Peripherie und Großstadt im 19. und 20. Jahrhundert). In: Die Wetterau (Hrsg: Michael Keller, Herfried Münkler), Verlag Sparkasse Wetterau, ISBN 3-924103-06-2.
- Willi Giegerich: Bad Vilbel – Landschaft, Geschichte und Kultur. Kramer Verlag, Frankfurt 1986, ISBN 3-7829-0315-3.
- Berta Ritscher: Geschichte der Vilbeler Juden. Bad Vilbeler Verein für Geschichte und Heimatpflege, Bad Vilbel 1998, ISBN 3-00-002406-9.
- Utta Müller-Handl: Die Gedanken laufen oft zurück – Hessische Flüchtlingsfrauen erinnern sich. Verlag Historische Kommission Nassau (Band 3, Seiten zu Bad Vilbel 142−179), Wiesbaden 1993, ISBN 3-922244-91-2.
- Ernst Johannes Schrade: 25 Jahre Siedlung Heilsberg. Dokumentation im Eigenverlag der Siedlungsgemeinschaft Heilsberg, Bad Vilbel 1973.
- Bad Vilbeler Verein f. Geschichte und Heimatpflege (Hrsg.): Bad Vilbeler Heimatblätter/Heimatkundliche Mitteilungen (Periodikum)
- Rudolf Knappe: Mittelalterliche Burgen in Hessen: 800 Burgen, Burgruinen und Burgstätten. 3. Aufl. Wartberg-Verlag. Gudensberg-Gleichen 2000. ISBN 3-86134-228-6, S.  343-344.
- Hans Georg Ruppel (Bearb.): Historisches Ortsverzeichnis für das Gebiet des ehem. Großherzogtums und Volksstaats Hessen mit Nachweis der Kreis- und Gerichtszugehörigkeit von 1820 bis zu den Veränderungen im Zuge der kommunalen Gebietsreform = Darmstädter Archivschriften 2. 1976, S. 205.
- Heinz Wionski: Kulturdenkmäler in Hessen. Wetteraukreis II, Teilband 2, Friedberg bis Wöllstadt = Denkmaltopographie Bundesrepublik Deutschland. Herausgeber: Landesamt für Denkmalpflege Hessen, Braunschweig / Wiesbaden 1999, ISBN 3-528-06227-4, S.  222–260.

これらの文献は、翻訳元であるドイツ語版の参考文献として挙げられていたものであり、日本語版作成に際し直接参照してはおりません。

## 引用
1. ↑  Hessisches Statistisches Landesamt: Bevölkerung in Hessen am 31.12.2023 (Landkreise, kreisfreie Städte und Gemeinden, Einwohnerzahlen auf Grundlage des Zensus 2011)]
2. ↑  Max Mangold, ed (2005). Duden, Aussprachewörterbuch (6 ed.). Dudenverl. p. 181, 821. ISBN 978-3-411-04066-7
3. ↑  D. Baatz in: D. Baatz/F. R. Herrmann (Hrsg.): Die Römer in Hessen S. 241 f., Abb. 140, 167 u. 168.
4. ↑  Domizil fürs Römer-Mosaik – Geschichtliches Glanzstück als Replikat aus 400 000 Steinchen soll touristische Attraktion werden, Bad Vilbeler Anzeiger.de 2007年3月1日付け（2015年9月6日 閲覧）
5. ↑  Jens Joachim: Lebendiges Kunstwerk aus kleinen Mosaiksteinen, Frankfurter Allgemeine Rhein-Main 2007年5月25日付け（2015年9月6日 閲覧）
6. ↑  Die Ausstellung zum Römer- Mosaik - Zeitgemäße Inszenierung, Kultur in Bad Vilbel（2015年9月6日 閲覧）
7. ↑  Uta Löwenstein: Grafschaft Hanau. In: Ritter, Grafen und Fürsten – weltliche Herrschaften im hessischen Raum ca. 900-1806 = Handbuch der hessischen Geschichte 3 = Veröffentlichungen der Historischen Kommission für Hessen 63. Marburg 2014. ISBN 978-3-942225-17-5, S. 196-230 (207).
8. ↑  Friedrich Philipp Usener: Beiträge zu der Geschichte der Ritterburgen und Bergschlösser in der Umgegend von Frankfurt am Main, Frankfurt, 1852, S. 104
9. ↑  Bekanntmachung des Hessischen Ministers des Innern vom 11. Juni 1948 ― IV 200/06 ― Betrifft: Verleihung des Rechts zur Führung der Bezeichnung „Stadt Bad Vilbel“
10. ↑  Statistisches Bundesamt (Hrsg.): Historisches Gemeindeverzeichnis für die Bundesrepublik Deutschland. Namens-, Grenz- und Schlüsselnummernänderungen bei Gemeinden, Kreisen und Regierungsbezirken vom 27. Mai 1970 bis 31. Dezember 1982. W. Kohlhammer GmbH, Stuttgart/Mainz 1983, ISBN 3-17-003263-1, S. 360 und 361.
11. ↑  ヘッセン州統計局: 2011年3月27日のバート・フィルベル市議会議員選挙結果（2015年9月7日 閲覧）
12. ↑  ヘッセン州統計局: 2003年9月28日のバート・フィルベル市長選挙結果（2015年9月7日 閲覧）
13. ↑  ヘッセン州統計局: 2010年2月21日のバート・フィルベル市長選挙結果（2015年9月9日 閲覧）
14. ↑  Heraldry of the World - Bad Vilbel（2015年9月7日 閲覧）
15. ↑  Bad Vilbel - Theater Alte Mühle（2015年9月8日 閲覧）
16. ↑  Kultur in Bad Vilbel - Theater Alte Mühle（2015年9月8日 閲覧）
17. ↑  Kultur in Bad Vilbel - Open Air Kino（2015年9月8日 閲覧）
18. ↑  Kultur in Bad Vilbel - Jazztival Bad Vilbel（2015年9月8日 閲覧）
19. ↑  Bad Vilbel - Quellenfest（2015年9月8日 閲覧）
20. ↑  Brunnen- und Bädermuseum Bad Vilbel, rhein-main-wiki.de（2015年9月8日 閲覧）
21. ↑  Bad Vilbel - Brunnen- und Bädermuseum（2015年9月8日 閲覧）
22. ↑  Heimatmuseum Massenheim（2015年9月8日 閲覧）
23. ↑  Heimatmuseum Massenheim - Kultur in Bad Vilbel （2015年9月8日 閲覧）
24. ↑  Bad Vilbeler Markt（2015年9月9日 閲覧）
25. ↑  「DB Netzによる工事紹介ページ」2022年12月2日閲覧
26. ↑  Brunnenschule Bad Vilbel（2015年9月10日 閲覧）
27. ↑  Georg-Büchner-Gymnasium（2015年9月10日 閲覧）
28. ↑  Europäische Schule RheinMain（2015年9月10日 閲覧）
29. ↑  Berufsförderungswerk Frankfurt am Main（2015年9月10日 閲覧）
30. ↑  NASA: JPL Small-Body Database Browser - 340980 Bad Vilbel (2007 EJ171)（2015年9月11日 閲覧）